# Кумсуат (Жамбылская область)
Кумсуат (каз. Құмсуат) — село в Жуалынском районе Жамбылской области Казахстана. Входит в состав Тогызтарауского сельского округа. Код КАТО — 314265500.

## Население
В 1999 году население села составляло 169 человек (83 мужчины и 86 женщин). По данным переписи 2009 года, в селе проживали 143 человека (76 мужчин и 67 женщин).